# Ludwig Türck
Ludwig Türck (ur. 22 lipca 1810 w Wiedniu, zm. 25 lutego 1868 tamże) – austriacki lekarz neurolog i laryngolog. 

## Życiorys
Ludwig Türck urodził się w Wiedniu 22 lipca 1810 roku jako syn jubilera pracującego dla rodziny cesarskiej. Uczył się w gimnazjum w rodzinnym mieście i ujawnił w tym czasie talent muzyczny, grając doskonale na wiolonczeli. W 1836 roku otrzymał tytuł doktora medycyny na Uniwersytecie w Wiedniu, potem objął katedrę neurologii na macierzystej uczelni. Jego uczniami bądź asystentami w Wiedniu byli m.in. Karl Stoerk, Leopold von Schrötter i Johann Schnitzler. W 1861 roku paryska Académie nationale de médecine przyznała mu nagrodę Montyona. Zmarł na dur brzuszny w Wiedniu 25 lutego 1868 roku.

## Dorobek naukowy
Türck pamiętany jest ze względu na prace neuroanatomiczne, zwłaszcza nad zwyrodnieniem włókien nerwowych. Jego nazwisko upamiętnia eponimiczna nazwa pęczka Türcka (nieskrzyżowany pęczek włókien szlaków piramidowych). Przedstawił kilka prac neurologicznych, w których upatruje się dziś jednych z pierwszych opisów stwardnienia rozsianego
Około 1850 roku razem z Johannem Nepomukiem Czermakiem spopularyzował stosowanie laryngoskopu. Türck twierdził, że odkrycia dokonał niezależnie od Manuela Garcii i nie znał jego prac. Sam wykonał pierwsze lusterka potrzebne do laryngoskopii, wykonał u siebie pierwszy zabieg wziernikowania krtani i rozpoznał patologiczne zmiany u swoich pacjentów, m.in. zasłużył się pierwszym opisem laryngitis sicca. Nie opublikował jednak wyników swoich prac, pozostawiając to Czermakowi. Późniejsze spory o pierwszeństwo i wzajemne oskarżenia były w środowisku wiedeńskich lekarzy określane kalamburem „Der Türckenkrieg” (nawiązanie do wojen austriacko-tureckich). Sam Czermak stwierdził „Der Herr Türck kam immer zu spät” („pan Türck zawsze się spóźniał”). Było to nawiązanie do innego nieopublikowanego odkrycia Türcka – jego prace nad degeneracją włókien nerwowych ukazały się po pracach Augustusa Wallera, dlatego zwyrodnienie włókien nerwowych po ich przecięciu określa się dziś jako zwyrodnienie Wallera.

### Wybrane prace
- Mikroskopischer Befund des Rückenmarkes eines paraplegischen Weibes. Zeitschrift der kais kön Gesellschaft der Aertze zu Wien, 5, ss. 173-176, 1849
- Mikroskopischer Befund des Rückenmarkes eines paraplegischen Weibes. Jahrbuch fur Psychiatrie und Neurologie 31, ss. 30-33, 1910
- Praktische Anleitung zur Laryngoskopie (1860)
- Klinik der Krankheiten des Kehlkopfes und der Luftröhre, nebst einer Anleitung zum Gebrauche des Kehlkopfrachenspiegels und zur Lokalbehandlung der Kehlkopfkrankheiten (1866)
- Über Hautsensibilitätsbezirke der einzelnen Rückenmarksnervenpaare (1869)
- Ludwig Türcks gesammelte neurologische Schriften. Leipzig & Wien: Deuticke, 1910